# جورج روبرتس (سياسي كندي)
جورج روبرتس هو شخصية أعمال وسياسي كندي، ولد في 1845، وتوفي في 12 يوليو 1920.